# امانا
امانا (به اسپانیایی: Amaná) یک منطقهٔ مسکونی در آرژانتین است که در ایالت لا ریوخا، آرژانتین واقع شده‌است.